# Osnovna šola Alojzija Šuštarja
Osnovna šola Alojzija Šuštarja je prva zasebna rimskokatoliška osnovna šola v Sloveniji, ki jo je ustanovila Nadškofija Ljubljana. Ustanovljena je bila leta 2007 in deluje v okviru Zavoda sv. Stanislava. Njena prva ravnateljica je dr. Marina Rugelj.

## Nastanek šole
Ideja o ustanovitvi katoliške osnovne šole v Sloveniji je bila živa že dalj časa. 1. septembra 2007 je ljubljanski nadškof Alojz Uran v Zavodu sv. Stanislava ustanovil šesto enoto zavoda Osnovno šolo Alojzija Šuštarja, ki nosi ime po nekdanjem ljubljanskem nadškofu Alojziju Šuštarju. Istega dne je za ravnateljico imenoval Marino Rugelj, profesorico matematike na Škofijski klasični gimnaziji.
Pouk za otroke, ki bodo obiskovali prvi, drugi in tretji razred devetletke, se je v novi šoli začel 1. septembra 2008.